# 策展人

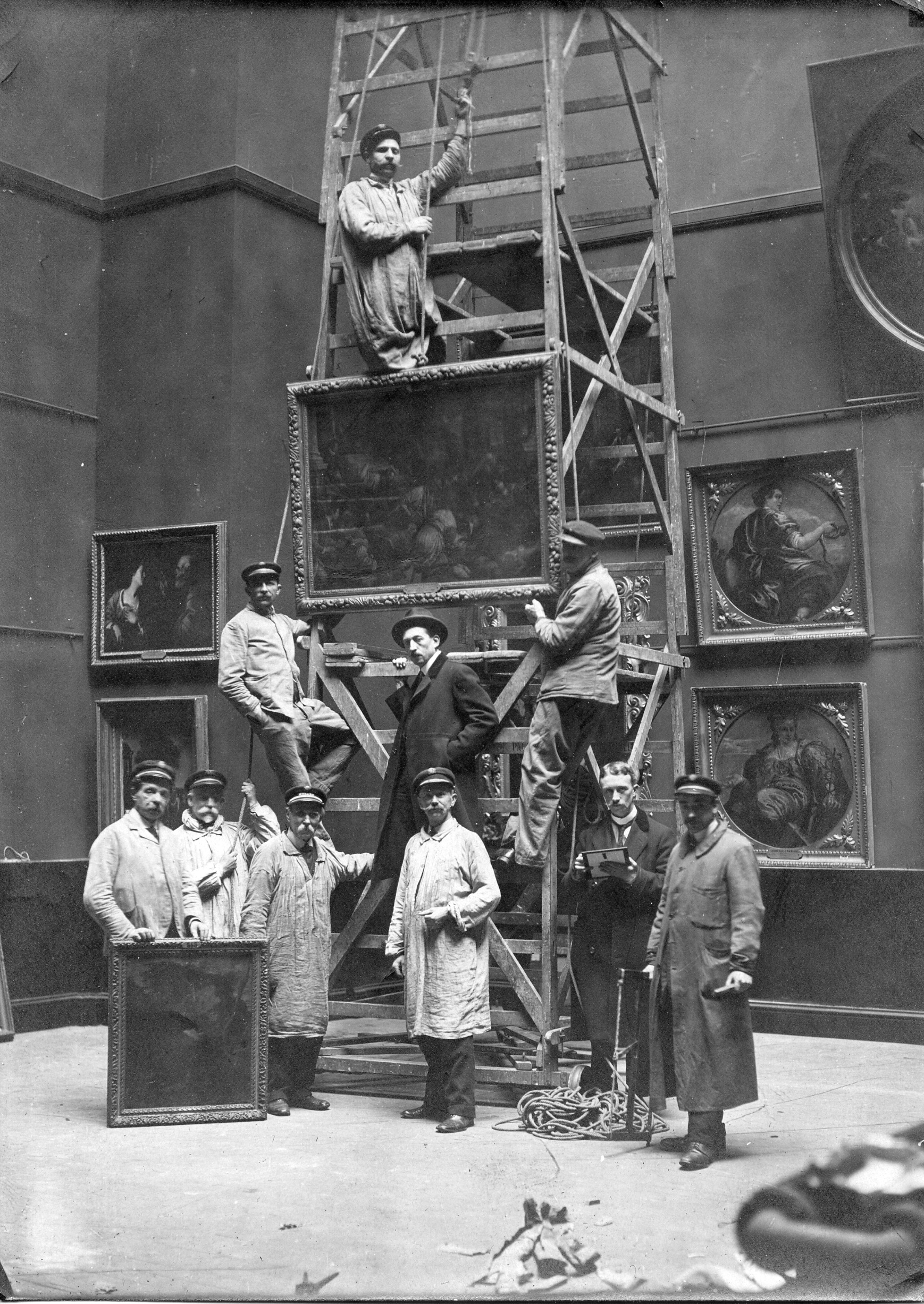
圖片中間的是里爾美術宮1912年至1937年之間的策展人Emile Theodore，當時是在第一次世界大戰後的第二年，要重新構建有關西班牙及意大利繪畫的画廊

策展人（英語：curator，来自拉丁語：「照顾」）负责文化机构中馆藏、展览的管理与照看。根据不同的机构及其使命，承担多方面的任务。策展人一词可以指任何特定部门的负责人，而不仅限于博物馆。策展人的工作涵盖社区管理、文学管理、管理、生物管理。